# 부여 대조사 석조미륵보살입상
부여 대조사 석조미륵보살입상(扶餘 大鳥寺 石造彌勒菩薩立像)은 대한민국 충청남도 부여군 대조사에 있는, 고려시대의 석조 미륵보살 입상이다.
1963년 1월 21일 대한민국의 보물 제217호 대조사석조미륵보살입상(大鳥寺石造彌勒菩薩立像)으로 지정되었다가, 2010년 8월 25일 현재의 명칭으로 변경되었다.

## 개요
고려시대에 유행한 거대한 석조미륵보살의 하나로 논산에 있는 논산 관촉사 석조미륵보살입상(보물 제218호)과 쌍벽을 이루는 작품이다. 미래세계에 나타나 중생을 구제한다는 미륵보살을 형상화한 것으로 높이가 18m나 되는 거구이다.
머리 위에는 이중의 보개(寶蓋)를 얹은 네모난 관(冠)을 쓰고 있으며 보개의 네 모서리에는 작은 풍경이 달려있다. 관 밑으로는 머리카락이 짧게 내려져 있는데 이와 같은 머리모양은 관촉사 석조미륵보살도 마찬가지이다. 얼굴은 4각형으로 넓적하며, 양쪽 귀와 눈은 크나 코와 입이 작아서 다소 비현실적인 느낌을 준다. 양 어깨를 감싼 옷은 두껍고 무거워 보이는데 매우 투박한 모습이다. 팔의 윤곽은 몸통에 붙여 옷자락으로 겨우 표현되었고, 손도 간신히 나타냈는데 오른손은 가슴에 대고 왼손은 배에 대어 연꽃가지를 잡고 있다. 보살상 앞에는 제사 음식을 차려 놓기 위하여 판판한 돌을 마련해 놓았다.
전반적으로 관촉사 석조미륵보살과 함께 동일한 지방양식을 보여주는 보살상으로 높이 평가되고 있다.
높이는 10미터에 이르고, 조각 돌은 흑운모 화강암이다. 풍화 현상으로 입자 박락 및 표면 박리가 나타나고, 입상 왼쪽에 있는 소나무 때문에 지의류와 남조류의 영향이 있으며, 구조적인 위험성은 없다.

## 참고 문헌
- 부여 대조사 석조미륵보살입상 - 국가유산청 국가유산포털
- 부여군청-부여문화관광 > 문화유산 > 문화재 > 보물 > 대조사 석조미륵보살입상[깨진 링크(과거 내용 찾기)]